# Antoniówka Świerżowska
Antoniówka Świerżowska es un pueblo de Polonia, en Mazovia. Se encuentra en el distrito (Gmina) de Maciejowice, perteneciente al condado (Powiat) de Garwolin. Se encuentra aproximadamente a 2 km al sur de Maciejowice, 25 km al sur de Garwolin, y a 71 km al sureste de Varsovia. Su población es de 420 habitantes.
Entre 1975 y 1998 perteneció al voivodato de Siedlce.